# دو-دو دو-دو
«دو-دو دو-دو» تک‌آهنگی از بلک پینک است که در ۱۵ ژوئن ۲۰۱۸ منتشر شد. این ترانه در چارت‌های کره جنوبی،مالزی و سنگاپور به رتبه اول دست یافت.
مدتی پس از انتشار نیز مشاپ موفقی بین دو دو دو دو و Tunak Tunak اثری از خواننده هندی تبار Delar Mehndi در بستر یوتیوب منتشر شد.
بسیاری این مشاپ را بهتر از اثر اصلی تدی پارک توصیف کردند. موزیک ویدیو این اهنگ در یوتیوب بیش از دو میلیارد و صد میلیون بازدید دارد که پر بازدید ترین موزیک ویدیو یک گروه کی پاپ در یوتیوب است.